# Oege-Sietse van Lingen
Oege-Sietse van Lingen (Twijzelerheide, 21 octobre 1999) est un footballeur néerlandais qui a joué comme attaquant pour le Chonburi FC.

## Carrière
Oege-Sietse van Lingen a joué dans les équipes de jeunes de VVT, du FC Groningen et du SC Cambuur. En 2019, il a rejoint l'ONS Sneek, où il a marqué neuf buts et délivré treize passes décisives en 22 matchs en Derde Divisie, avant que la saison ne soit interrompue en raison de la pandémie de COVID-19.
En 2020, il a rejoint le club amateur de haut niveau VV Katwijk, qui évoluait en Tweede Divisie. Cependant, après cinq matchs, la saison a de nouveau été suspendue en raison de la pandémie.
Lors de la saison suivante, il est devenu champion de la Tweede Divisie 2021/22 avec le VV Katwijk. Comme les Pays-Bas font partie des rares pays au monde à ne pas avoir de système de promotion entre la Tweede Divisie et l’Eerste Divisie, Van Lingen a décidé de résilier son contrat après le titre afin de tenter sa chance à l’étranger.
Cependant, aucune offre d’un club professionnel étranger ne s’est concrétisée, ce qui l’a poussé à maintenir sa condition physique en rejoignant le club de Derde Divisie Harkemase Boys. Il n’y a joué que trois matchs avant de partir pour le club luxembourgeois Victoria Rosport. Avec Victoria Rosport, il a inscrit sept buts et délivré cinq passes décisives en dix-sept matchs, ce qui lui a valu un transfert vers le grand club luxembourgeois F91 Dudelange.

## UEFA Conference League
Après son transfert au grand club F91 Dudelange le 18 juin 2023, Van Lingen a fait ses débuts le 12 juillet 2023 lors des tours préliminaires de l’UEFA Conference League. Lors de son premier match contre le club irlandais St. Patrick’s Athletic FC, il a marqué le but d’ouverture à la 24e minute, qui s’est avéré être le tout premier but de la saison 2023/24 de l’UEFA Conference League.[3]
Lors du match retour, il a inscrit un triplé lors de la victoire 2-3, devenant ainsi le meilleur buteur de la compétition à ce moment-là avec quatre buts en deux matchs.[4]
Le F91 Dudelange a été éliminé au tour suivant par le club maltais Gzira United. Lors de la saison 2024/25, Van Lingen a de nouveau participé à l’UEFA Conference League, disputant deux matchs contre l’AC Escaldes (Andorre) et le BK Häcken (Suède) avant de quitter le club luxembourgeois.[3]

## Thaïlande
Suphanburi FC
Il a rejoint le club thaïlandais Suphanburi FC, où il a immédiatement inscrit un triplé lors de son premier match amical contre l'équipe nationale du Laos.[5]
Le 3 janvier 2025, il a été officiellement présenté par le club[6], et deux jours plus tard, il a fait ses débuts officiels lors d’un match contre Sisaket United. Lors de cette rencontre, il a marqué de quatre buts lors de la victoire 6-1, ce qui lui a immédiatement valu un statut culte.[7]
Il a terminé la saison avec le Suphanburi FC avec 14 buts et 3 passes décisives en 12 matchs de Thai League 2. Ses performances exceptionnelles lui ont valu le titre de Joueur de la Saison et un transfert au club de Thai League 1, Chonburi FC.
Chonburi FC
Le 30 mai 2025, Van Lingen a été officiellement présenté par le club de Thai League 1, Chonburi FC.

## Électrocuté
Le 15 février 2025, Van Lingen a été élu Homme du Match lors d'une victoire 0-3 à l'extérieur contre Pattaya United, où il a marqué un but et délivré une passe décisive. Cependant, après le match, un incident dramatique s'est produit lorsqu'il a touché un microphone défectueux lors d'une interview et a été électrocuté par une forte tension. Craignant pour sa vie, il a néanmoins survécu à l’incident et s’est rétabli rapidement.[4]
Après avoir manqué seulement un match, il est revenu sur le terrain et a immédiatement eu un impact en tant que remplaçant lors du match contre le leader du championnat, Ayutthaya United. En seulement deux minutes, il a délivré une passe décisive et inscrit le but égalisateur, permettant d’arracher un match nul 2-2. Après cet événement, il a été surnommé "Electric Man".

### Statistiques
| Saison                     | Club              | Pays           | Compétition            | Compétition | Compétition | Coupe | Coupe | Autre | Autre | Total | Total |
| Saison                     | Club              | Pays           | Compétition            | Wed.        | Dlp.        | Wed.  | Dlp.  | Wed.  | Dlp.  | Wed.  | Dlp.  |
| -------------------------- | ----------------- | -------------- | ---------------------- | ----------- | ----------- | ----- | ----- | ----- | ----- | ----- | ----- |
| 2017/18                    | Jong FC Groningen | Pays-Bas       | Derde divisie zaterdag | 12          | 0           | 0     | 0     | –     | –     | 12    | 0     |
| 2019/20                    | ONS Sneek         | Pays-Bas       | Derde divisie zaterdag | 22          | 9           | 1     | 0     | –     | –     | 23    | 9     |
| 2020/21                    | VV Katwijk        | Pays-Bas       | Tweede divisie         | 2           | 0           | 0     | 0     | –     | –     | 2     | 0     |
| 2021/22                    | VV Katwijk        | Pays-Bas       | Tweede divisie         | 17          | 1           | 1     | 0     | –     | –     | 18    | 1     |
| 2022/23                    | Harkemase Boys    | Pays-Bas       | Derde divisie za.      | 3           | 0           | 0     | 0     | –     | –     | 3     | 0     |
| 2022/23                    | Victoria Rosport  | Luxembourg     | BGL Ligue              | 14          | 6           | 3     | 1     | –     | –     | 17    | 7     |
| 2023/24                    | F91 Dudelange     | Luxembourg     | BGL Ligue              | 28          | 5           | 2     | 2     | 4     | 4     | 34    | 11    |
| 2024/25                    | F91 Dudelange     | Luxembourg     | BGL Ligue              | 0           | 0           | 0     | 0     | 2     | 0     | 2     | 0     |
| 2024/25                    | Suphanburi FC     | Thaïlande      | Thai League 2          | 12          | 14          | 2     | 0     | 0     | 0     | 14    | 14    |
| Carrièretotaal             | Carrièretotaal    | Carrièretotaal | Carrièretotaal         | 110         | 35          | 9     | 3     | 6     | 4     | 125   | 42    |
| Bijgewerkt op 2 maart 2025 |                   |                |                        |             |             |       |       |       |       |       |       |

## Tableau d'honneur
VV Katwijk:
- Deuxième division: 2021/22

Individuel:
- Ligue Conférence de l'UEFA: Premier buteur de la saison 2023/2024
- Thai League 2: Jouer du mois de janvier
- Suphanburi FC: Joueur de la Saison 2024/2025
- Suphanburi FC: Meilleur buteur du club 2024/2025